# Pseudomallada abdominalis
Pseudomallada abdominalis is een insect uit de familie van de gaasvliegen (Chrysopidae), die tot de orde netvleugeligen (Neuroptera) behoort. 
Pseudomallada abdominalis is voor het eerst wetenschappelijk beschreven door Brauer in 1856.